# Epigallocatechin gallate
Epigallocatechin gallate (EGCG), còn gọi là epigallocatechin-3-gallate, là este của epigallocatechin và axit gallic, và là một loại catechin.
EGCG, catechin có nhiều nhất trong trà, là một polyphenol trong nghiên cứu cơ bản về tiềm năng của nó với ảnh hưởng đến sức khỏe con người và bệnh tật. EGCG được sử dụng trong nhiều thực phẩm chức năng.